# Fouke
La ville américaine de Fouke (en anglais [ˈfaʊk]) est située dans le comté de Miller, dans l’Arkansas. Lors du recensement de 2010, elle comptait 859 habitants.

## Démographie
| 1910 | 1920 | 1930 | 1940 | 1950 | 1960 |
| ---- | ---- | ---- | ---- | ---- | ---- |
| 246  | 319  | 363  | 368  | 336  | 394  |

| 1970 | 1980 | 1990 | 2000 | 2010 | - |
| ---- | ---- | ---- | ---- | ---- | - |
| 506  | 619  | 635  | 813  | 859  | - |

## Source
- (en) Cet article est partiellement ou en totalité issu de l’article de Wikipédia en anglais intitulé « Fouke, Arkansas » (voir la liste des auteurs).